# Chalcididae
Los calcídidos (Chalcididae) son una familia de himenópteros apócritos de la superfamilia Chalcidoidea, de tamaño moderado compuesta fundamentalmente de parasitoides y de unos pocos hiperparasitoides (los que parasitan a otros parásitos). Los huéspedes o presas más frecuentes son Lepidoptera (mariposas y polillas) y Diptera (moscas, mosquitos, etc.) pero algunas especies atacan miembros de Hymenoptera (abejas, avispas u hormigas) y Coleoptera (escarabajos).  
La familia parece ser polifilética, es decir que carecen de un antepasado común. Sin embargo es posible que cada una de las subfamilias sea monofilética y tal vez haya que elevar algunas al rango de familias en el futuro cercano. Tal como se define a la familia en el presente hay 85 géneros con más de 1455 especies.
Son avispas robustas generalmente negras con marcas amarillas, rojas o blancas; raramente son de brillantes colores metálicos con la superficie fuertemente labrada. Suelen medir entre 2 y 7 mm. Cuerpo robusto, cabeza pequeña con ojos y ocelos presentes, antena corta. Son algo jorobados debido al desarrollo del tórax; el primero y el segundo par de patas pequeñas, y el tercer par con fémures muy dilatados y dentados, tibia delgada y curva. Alas de venación  muy simple. Abdomen con ovipositor corto, sin curvatura hacia arriba.
Las patas musculosas de la especie Lasiochalcidia igiliensis les sirven para mantener abiertas las mandíbulas de las larvas de Myrmeleontidae mientras depositan un huevo en ellas.
Son predominantemente de regiones tropicales.